# Spontaniczne bakteryjne zapalenie otrzewnej
Spontaniczne bakteryjne zapalenie otrzewnej (SBZO, ang. Spontaneous bacterial peritonitis, SBP) – zapalenie otrzewnej u chorych z wodobrzuszem będące wynikiem zakażenia płynu w jamie otrzewnej (płynu puchlinowego) bez widocznego źródła tego zakażenia. Najczęściej występuje w przebiegu marskości wątroby spowodowanej różnymi przyczynami, zwykle w zaawansowanym okresie choroby. Spontaniczne bakteryjne zapalenie otrzewnej pojawia się także znacznie rzadziej u chorych z wodobrzuszem spowodowanym innymi chorobami, takimi jak zespół nerczycowy, niewydolność serca, zespół Budda-Chiariego, chłoniaki, wyjątkowo w przebiegu innych nowotworów.
Według piśmiennictwa spontaniczne bakteryjne zapalenie otrzewnej występuje u około 8–21% chorych z wodobrzuszem w przebiegu marskości wątroby.

## Etiopatogeneza
Za rozwój spontanicznego bakteryjnego zapalenia otrzewnej odpowiedzialne są prawdopodobnie następujące zjawiska:
- Przechodzenie bakterii ze światła jelita przez jego błonę śluzową o zwiększonej przepuszczalności, następnie przez układ chłonny do krążenia wrotnego. Zwiększona przepuszczalność ściany jelita związana jest z zaburzeniami krążenia w małych naczyniach krwionośnych wynikającymi z nadciśnienia wrotnego.
- Zaburzenia mechanizmów odporności nieswoistej w płynie puchlinowym, przede wszystkim zmniejszenie stężenia składowej C3 dopełniacza i upośledzenie zdolności opsonizacyjnej płynu.
- Zaburzenia mechanizmów odporności swoistej polegające na spadku aktywności komórek fagocytujących – makrofagów i neutrofilów.
- Zmniejszenie aktywności fagocytarnej układu siateczkowo-śródbłonkowego w wątrobie co sprzyja przewlekłej bakteriemii i zwiększa szansę na zakażenie płynu puchlinowego.

Czynniki predysponujące do spontanicznego bakteryjnego zapalenia otrzewnej:
- stopień C w skali Childa-Pugh niewydolności wątroby
- krwawienie z przewodu pokarmowego u takich chorych
- białko całkowite w płynie puchlinowym < 1 g/dl
- spontaniczne bakteryjne zapalenie otrzewnej w wywiadzie

Prawdopodobnie ryzyko zwiększają również:
- infekcja dróg moczowych
- zakażenie układu oddechowego
- cewnik w pęcherzu moczowym
- cewnik w dużym naczyniu krwionośnym
- upust dużej ilości płynu puchlinowego w przebiegu paracentezy
- wielokrotna paracenteza

## Rozpoznanie

### Objawy choroby
Objawy podmiotowe są niecharakterystyczne, występują z różną częstością i mogą się w ogóle nie pojawiać. Chorzy skarżą się na gorączkę, ból brzucha, osłabienie, nudności, wymioty. W badaniu przedmiotowym stwierdza się u około 50% pacjentów objawy otrzewnowe, ponadto wzrost napięcia powłok brzucha i bolesność przy badaniu palpacyjnym brzucha. Obserwuje się objawy niewydolności nerek, wystąpienie lub nasilenie encefalopatii wątrobowej, wodobrzusze oporne na leczenie. Encefalopatia i niewydolność nerek często są pierwszymi oznakami choroby. U chorych może też wystąpić wstrząs septyczny.

### Badanie cytologiczne płynu puchlinowego
Pobiera się płyn puchlinowy wykonując paracentezę diagnostyczną. Spontaniczne bakteryjne zapalenie otrzewnej rozpoznaje się, gdy w badaniu płynu stwierdzi się ponad 250 neutrofilów w mm³. Warunkiem koniecznym do rozpoznania jest ponadto brak stwierdzenia źródła zakażenia w jamie brzusznej.

### Posiew płynu puchlinowego
Wykonuje się posiewy na podłoża dla bakterii tlenowych i beztlenowych. Najczęściej hodowane drobnoustroje w przypadku spontanicznego bakteryjnego zapalenia otrzewnej to:
- Escherichia coli
- Enterococcus faecalis
- Serratia
- Klebsiella
- Proteus
- Pseudomonas aeruginosa
- Streptococcus pneumoniae

## Leczenie i zapobieganie
Stosuje się antybiotykoterapię początkowo empiryczną a następnie zgodnie z wynikiem posiewu płynu puchlinowego. Leczenie powinno być kontynuowane do momentu ustąpienia objawów spontanicznego bakteryjnego zapalenia otrzewnej lub do chwili, gdy badanie cytologiczne płynu z jamy otrzewnej nie będzie spełniało kryteriów rozpoznania SBP (liczba neutrofilów mniejsza niż 250 w mm³).
U pacjentów ze spontanicznym bakteryjnym zapaleniem otrzewnej należy też rozważyć przeszczepienie wątroby.
W leczeniu farmakologicznym stosuje się następujące antybiotyki: cefotaksym, ciprofloksacynę, amoksycylinę w połączeniu z kwasem klawulanowym.
Profilaktyka antybiotykowa
W 1999 Bernard i wsp. w przeprowadzonej metaanalizie wykazali skuteczność stosowania profilaktyki antybiotykowej u chorych z marskością wątroby w zmniejszaniu ryzyka infekcji bakteryjnej, w tym spontanicznego bakteryjnego zapalenia otrzewnej.
- Profilaktyka pierwotna zalecana jest u osób po przebytym krwawieniu z przewodu pokarmowego oraz u chorych ze stężeniem białka w płynie puchlinowym poniżej 1 g/dl. Stosuje się doustne antybiotyki:
  - ciprofloksacyna
  - norfloksacyna[2][3]
  - kolistyna
  - neomycyna
- Profilaktyka wtórna powinna być prowadzona u wszystkich chorych, którzy przebyli spontaniczne bakteryjne zapalenie otrzewnej. Najczęściej stosowane leki to:
  - norfloksacyna
  - kotrimoksazol

## Rokowanie
Śmiertelność wynosi od 20 do 40%, a zgony najczęściej są spowodowane następującymi powikłaniami:
- krwawienie z przewodu pokarmowego
- ostra niewydolność wątroby
- wstrząs septyczny
- zespół wątrobowo-nerkowy

Śmiertelność jest znacznie większa u chorych ze stopniem C według skali Childa-Pugh niewydolności wątroby. Nawroty spontanicznego bakteryjnego zapalenia otrzewnej występują w 70% przypadków.